# 斑點竿鰕虎鱼
斑點竿鰕虎鱼（学名：Luciogobius guttatus）为輻鰭魚綱鱸形目鰕虎亞目鰕虎鱼科竿鰕虎鱼属的鱼类。分布于朝鲜、日本以及中国东海、黄海等海域，體長可達9.5公分，棲息在沿岸的河口區、潮池，生活習性不明。该物种的模式产地在日本。
它体长可达9.5公分。